# كونيهيكو يوياما
كونيهيكو يوياما (湯山邦彦 يوياما كونيهيكو) هو مخرج أنمي ياباني ولد في 15 أكتوبر 1952 في نيريما, طوكيو.

## أعماله في مجال الإخراج

### مسلسلات أنمي تلفزيونية
- بوكيمون (الإخراج الرئيسي)
- بوكيمون أدفانس (الإخراج الرئيسي)
- بوكيمون دياموند/بيرل (الإخراج الرئيسي)
- بوكيمون بلاك/وايت (الإخراج الرئيسي)
- بوكيمون إكس/واي (الإخراج الرئيسي)
- بوكيمون سن/مون (الإخراج الرئيسي)
- رحلات بوكيمون (المستشار الإبداعي)
- مغامرات حنين (الإخراج الرئيسي)
- سانشيرو (الإخراج الرئيسي)
- فرقة الفرسان

### أوفا أنمي
- غنمو سنكي ليدا
- أوشيو و تورا

### أفلام أنمي
- سلسلة أفلام بوكيمون
  - بوكيمون: ذا فيرست موفي
  - بوكيمون فيلم 2000
  - فيلم بوكيمون 3: إنتي و تعويذة الأنون
  - فيلم بوكيمون فور إيفر: سيليبي صوت الغابة
  - بوكيمون هيروز: لاتيوس و لاتياس
  - فيلم بوكيمون: جيراتشي محقق الأماني
  - فيلم بوكيمون: مصير ديوكسيس
  - فيلم بوكيمون: لوكاريو و لغز ميو
  - بوكيمون رينجر و قصر البحر
  - فيلم بوكيمون: نهوض داركراي
  - فيلم بوكيمون: غيراتينا و محارب السماء
  - فيلم بوكيمون: أركيوس و جوهرة الحياة
  - فيلم بوكيمون: زوروارك سيد الأوهام
  - فيلم بوكيمون بلاك: فيكتيني و ريشيرام
  - فيلم بوكيمون وايت: فيكتيني وزيكروم
  - فيلم بوكيمون: كيوريم ضد سيف العدالة
  - فيلم بوكيمون: جينيسيكت و نهوض الأسطورة
  - فيلم بوكيمون: ديانسي و شرنقة الدمار
  - فيلم بوكيمون: هوبا و صراع الأزمنة
  - فيلم بوكيمون: فولكانيون و الأعجوبة الميكانيكية
  - فيلم بوكيمون: أنا أختارك!
  - فيلم بوكيمون: قوتنا (مشرف الرسوم المتحركة)
  - فيلم بوكيمون: ثأر ميوتو: التطور (بالتعاون مع موتو ساكاكيبارا)
- رودولف و إيباياتينا (بالتعاون مع موتو ساكاكيبارا)
- وينداريا

## أعماله خارج مجال الإخراج
- بالديو (رسم لوحة القصة، إخراج الحلقات)
- شرلوك هولمز (رسم لوحة القصة)

## وصلات خارجية
- كونيهيكو يوياما على موقع IMDb (الإنجليزية)
- كونيهيكو يوياما على موقع ألو سيني (الفرنسية)
- كونيهيكو يوياما على موقع ميوزك برينز (الإنجليزية)
- كونيهيكو يوياما على موقع أول موفي (الإنجليزية)
- كونيهيكو يوياما على موقع قاعدة بيانات الأفلام السويدية (السويدية)
- كونيهيكو يوياما على موقع قاعدة بيانات الفيلم (الإنجليزية)
- كونيهيكو يوياما على موقع كينوبويسك (الروسية)
- كونيهيكو يوياما على موقع ANN person (الإنجليزية)

- صفحة IMDb
- صفحة Bulbapedia